# Campeonato Cearense 1946
In 1946 werd het 32ste Campeonato Cearense gespeeld voor clubs uit Braziliaanse staat Ceará. De competitie werd georganiseerd door de FCF en werd gespeeld van 31 maart tot 25 augustus. Fortaleza werd kampioen.
Maguari, dat de voorbije jaren de competitie domineerde, kreeg te kampen met financiële problemen en moest zijn voetbalafdeling ontbinden. 

## Eindstand
| Plaats | Club        | Wed. | W | G | V | Saldo | Ptn. |
| ------ | ----------- | ---- | - | - | - | ----- | ---- |
| 1.     | Fortaleza   | 8    | 6 | 2 | 0 | 30:8  | 14   |
| 2.     | Ferroviário | 8    | 4 | 2 | 2 | 25:12 | 10   |
| 3.     | Ceará       | 8    | 5 | 0 | 3 | 21:13 | 10   |
| 4.     | Flamengo    | 8    | 2 | 0 | 6 | 14:30 | 4    |
| 5.     | Luso        | 8    | 1 | 0 | 7 | 10:37 | 2    |

|  | Kampioen |

### Kampioen
| Campeonato Cearense de 1946    |
| Ceará                          |
| ------------------------------ |
| FORTALEZA Kampioen (12° titel) |